# Кредо Вбивці: Походження
«Кредо Вбивці: Походження» (англ. Assassin's Creed: Lineage) — серія з трьох короткометражних кінофільмів, заснованих на серії комп'ютерних ігор Assassin's Creed. Створена компанією Ubisoft — розробником серії ігор. Перша серія вийшла 26 жовтня 2009 року на YouTube. При створенні даної серії фільмів основною метою ставилося реклама ігри Assassin's Creed II зокрема і всієї серії ігор в цілому. Assassin's Creed: Lineage — перший крок Ubisoft в індустрії художніх фільмів.
«Кредо Вбивці: Походження» повністю безкоштовний для перегляду. Режисер фільму — канадець Ів Сімоно.

## Сюжет
Історія фільму є приквелом до комп'ютерної гри Assassin's Creed II. Сюжет фільму сфокусований на батька центрального персонажа Assassin's Creed II Джованні Аудиторе да Фіренце (Giovanni Auditore da Firenze).
Джованні — асасин, що живе в епоху Відродження в XV столітті в Італії. На зорі нової ери якась корумпована сім'я готує змову з метою повалення могутньої родини Медічі і знищення єдиної Італії. Як асасин Джованні повинен протистояти цій загрозі і відновити справедливість. Сюжет фільму являє ситуацію до подій "Assassin's Creed II", але показує ворогів і оточення як головного героя фільму, так і його сина (головного героя Assassin's Creed II).